# 巴尼夫卡
46°45′1″N 36°22′41″E / 46.75028°N 36.37806°E
巴尼夫卡（烏克蘭語：Банівка）是位於烏克蘭東南部的村莊，由扎波羅熱州別爾江斯克區的普里莫爾斯克市鎮負責管轄。該村始建於1861年，面積2.74平方公里，海拔高度12米，2001年人口1,144，人口密度每平方公里417.2人。